# Condado de Matagorda
El condado de Matagorda es uno de los 254 condados del estado estadounidense de Texas. La sede del condado es Bay City. El condado tiene un área de 4.175,06 km² (de los cuales 1.289,81 km² están cubiertos por agua) y una población de 37.957 habitantes, para una densidad de población de 13 hab/km² (según censo nacional de 2000). Este condado fue fundado en 1836.

## Vías principales
- Autopista estatal 35
- Autopista estatal 60
- Autopista estatal 71
- Autopista estatal 111

## Condados vecinos
- Condado de Brazoria  (noreste)
- Golfo de México  (sureste)
- Condado de Calhoun  (suroeste)
- Condado de Jackson  (oeste)
- Condado de Wharton  (noroeste)

## Demografía
Para el censo de 2000, había XXX personas, 13.901 cabezas de familia, y 9.925 familias residiendo en el condado. La densidad de población era de 34 habitantes por milla cuadrada. 
La composición racial del condado era:
- 67,83% blancos
- 12,72% negros o negros americanos
- 0,67% nativos americanos
- 2,38% asiáticos
- 0,04% isleños
- 13,98% otras razas
- 2,38% de dos o más razas.

Había 13.901 cabezas de familia, de las cuales el 36,7% tenían menores de 18 años viviendo con ellas, el 53,8% eran parejas casadas viviendo juntas, el 12,7% eran mujeres cabeza de familia monoparental (sin cónyuge), y 28,6% no eran familias. 
El tamaño promedio de una familia era de 3,25 miembros. 
En el condado el 30% de la población tenía menos de 18 años, el 8,9% tenía de 18 a 24 años, el 26,9% tenía de 25 a 44, el 21,8% de 45 a 64, y el 12,4% eran mayores de 65 años. La edad promedio era de 35 años. Por cada 100 mujeres había 98,6 hombres. Por cada 100 mujeres mayores de 18 años había 95,5 hombres. 

### Evolución demográfica
A continuación se presenta una tabla que muestra la evolución de la población entre 1900 y 1990
| Año        | 1900  | 1910   | 1920   | 1930   | 1940   | 1950   | 1960   | 1970   | 1980   | 1990   |
| ---------- | ----- | ------ | ------ | ------ | ------ | ------ | ------ | ------ | ------ | ------ |
| Habitantes | 6.097 | 13.594 | 16.589 | 17.678 | 20.066 | 21.559 | 25.744 | 27.913 | 37.828 | 36.928 |

## Economía
Los ingresos medios de una cabeza de familia del condado eran de USD$32.174 y el ingreso medio familiar era de $40.586. Los hombres tenían unos ingresos medios de $37.733 frente a $21.871 de las mujeres. El ingreso per cápita del condado era de $15.709. El 14,9% de las familias y el 18,5% de la población estaban debajo de la línea de pobreza. Del total de gente en esta situación, 23% tenían menos de 18 y el 13,6% tenían 65 años o más.

## Localidades

### Ciudades
- Bay City
- Palacios

### Lugares designados por el censo
- Blessing
- Markham
- Van Vleck

### Otras comunidades
- Elmaton
- Matagorda
- Sargent